# Haunstrup Brunkulslejer
Haunstrup Brunkulslejer er et ca. 235 ha stort naturområde, hvor der indtil 1969 blev gravet brunkul 1½ km syd for den lille by Haunstrup vest for Herning. Området består af meget varieret og kuperet terræn, hvor nåleskov veksler med løvskov og græssletter samt søer og delvist ubevoksede sandflader og sandtipper, der vidner om den tidligere brunkulsgravning i området. Der er også indrettet hundeskov, skovlegeplads, primitiv teltplads og bålsteder.

## Historie
I forbindelse med 1. Verdenskrig og 2. Verdenskrig var der udtalt mangel på brændsel i Danmark. Behovet blev mange steder forsøgt dækket ved tørvegravning, mens man i Midtjylland gravede brunkul i store, åbne lejer. Brunkulsgravningen ved Haunstrup startede i 1917 og varede frem til 1969.  51,3 hektar af området blev fredet i 1980.
Haunstrup Brunkulslejer er interessant som et af de få områder, hvor hærfuglen i sidste århundrede har været observeret. Faktisk er hærfuglen i 1900-tallet kun observeret som sikker ynglefugl i Vestjylland i 1970, 1977, 1983 og 1995.

## Forurening med okker
Mens gravningen stod på, blottedes jordlag med  stoffet pyrit, som  derved kom i forbindelse med luftens ilt. Resultatet blev, at vandet, der strømmede væk fra lejet, var meget surt og indeholdt store mængder jern, der udfældedes som okker. Kalkning af afløbsvandet blev derfor påbudt. Da brunkulsgravningen sluttede i 1969, ophørte kalkningen. Resultatet blev en omfattende okkerforurening af Rimmerhus Bæk og Vorgod Å, som gik hårdt ud over planter, fisk og vandinsekter. Samtidig stod man tilbage med et område med dybe søer og høje, ubevoksede tipper af opgravet sand.
Lidt vest for området findes Jyllands Park Zoo.